# Bạch Cốt Tinh

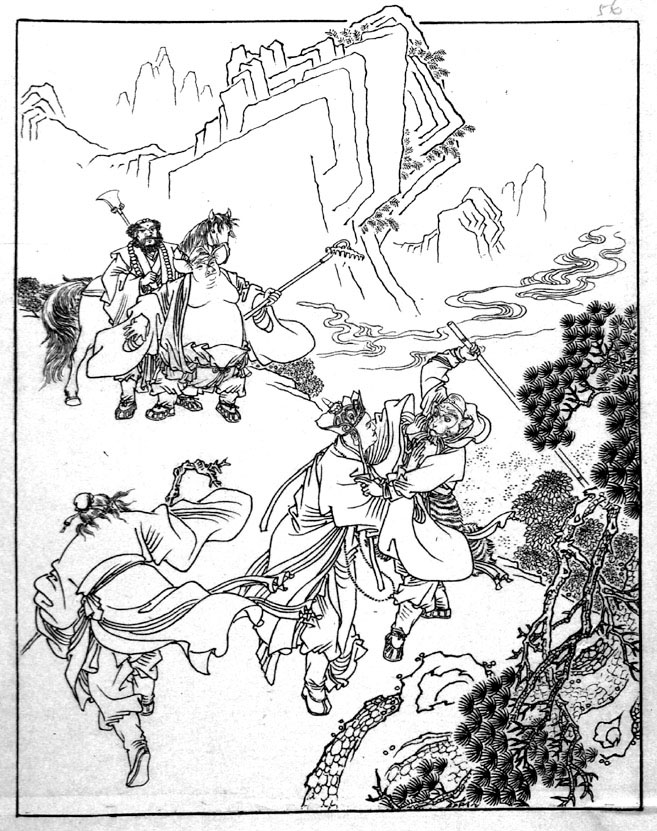
Ngộ Không ba lần đánh Bạch Cốt Tinh

Bạch Cốt Tinh (chữ Hán: 白骨精), nghĩa là yêu quái xương trắng, là một nhân vật trong bộ tiểu thuyết Tây du ký của nhà văn Ngô Thừa Ân.

## Miêu tả
Bạch Cốt Tinh là nhân vật xuất hiện trong hồi 27 Tây du ký: Thây ma ba lượt trêu Tam Tạng, Đường Tăng nhiều phen đuổi Ngộ Không. Bạch Cốt Tinh là yêu quái ở động Bạch Hổ đã ba lần biến hóa để lừa bắt Đường Tăng và ba lần bị Tôn Ngộ Không đánh chết.

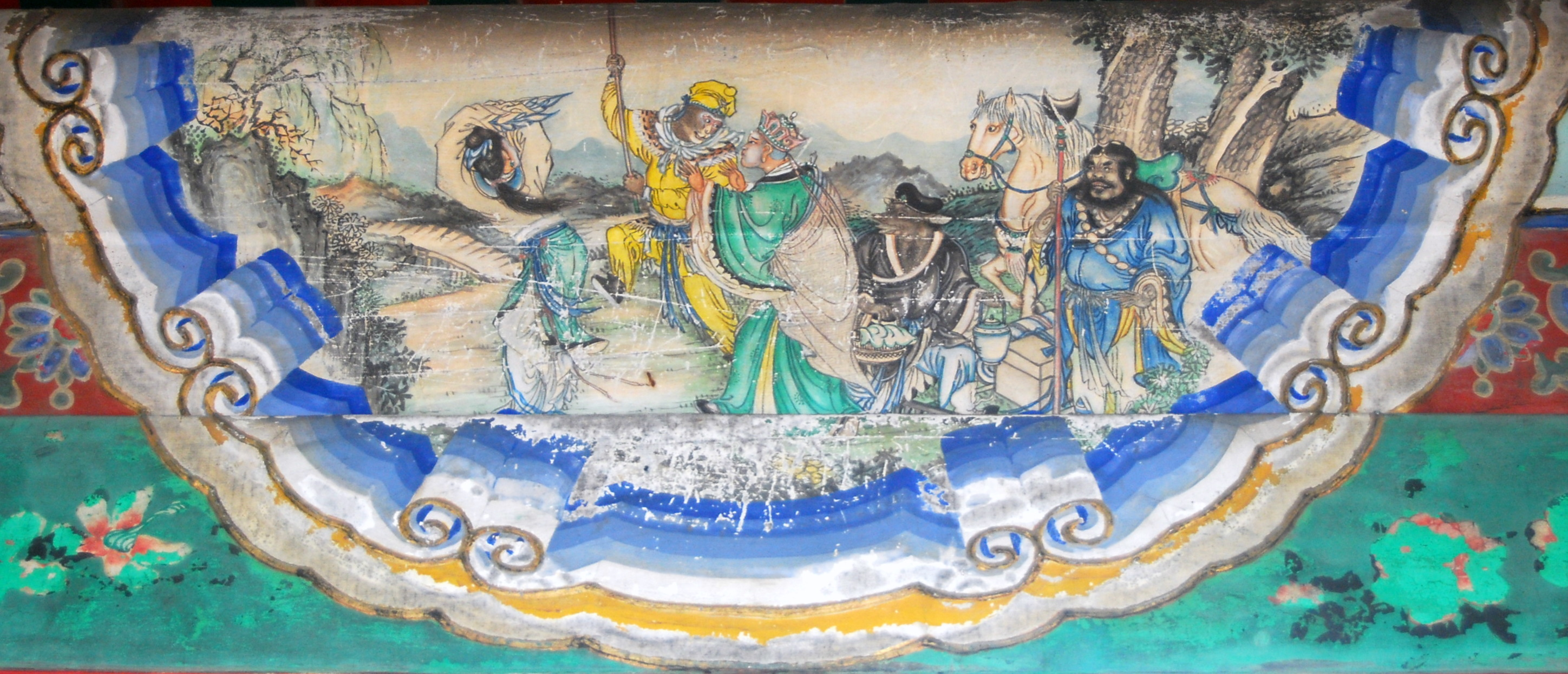
Tranh khắc trên Di Hòa Viên: Tôn Ngộ Không đánh Bạch Cốt Tinh

Lần thứ nhất, Bạch Cốt Tinh biến thành một cô thôn nữ:
| “ | Thánh tăng dừng ngựa sườn non, Bỗng đâu cô gái nõn nường tới bên Búp tay trắng muốt ngó sen, Quần là mỏng dính như in cặp đùi Mặt hoa lúng liếng môi cười, Liễu in khói biếc, nét ngài mỏng manh. Ngó nghiêng đôi mắt đưa tình, Xem ra đang bước tới gần Đường Tăng. | ” |

| “ | Người đâu trong ngọc trắng ngà, Áo the hở ngực đẫy đà cặp lê. Liễu xanh xanh biếc hàng mi, Mắt phượng chơm chớp khác gì sao băng. Dung nhan đầy đặn khuôn trăng, Thiên nhiên phú bẩm cao thanh dáng người. Nhẹ như én lượn giữa trời, Tiếng oanh thỏ thẻ lòng người ngẩn ngơ. Hải đường mơn mởn cành tơ, Lung linh thược dược như đưa xuân tình. | ” |

Bạch Cốt Tinh định lừa Đường Tăng nhưng may có Tôn Ngộ Không phát hiện và dùng gậy Như Ý đánh chết. Đường Tăng tức giận liền niệm chú Ngộ Không. Yêu quái xuất thần thoát khỏi xác cô thôn nữ và trốn đi.

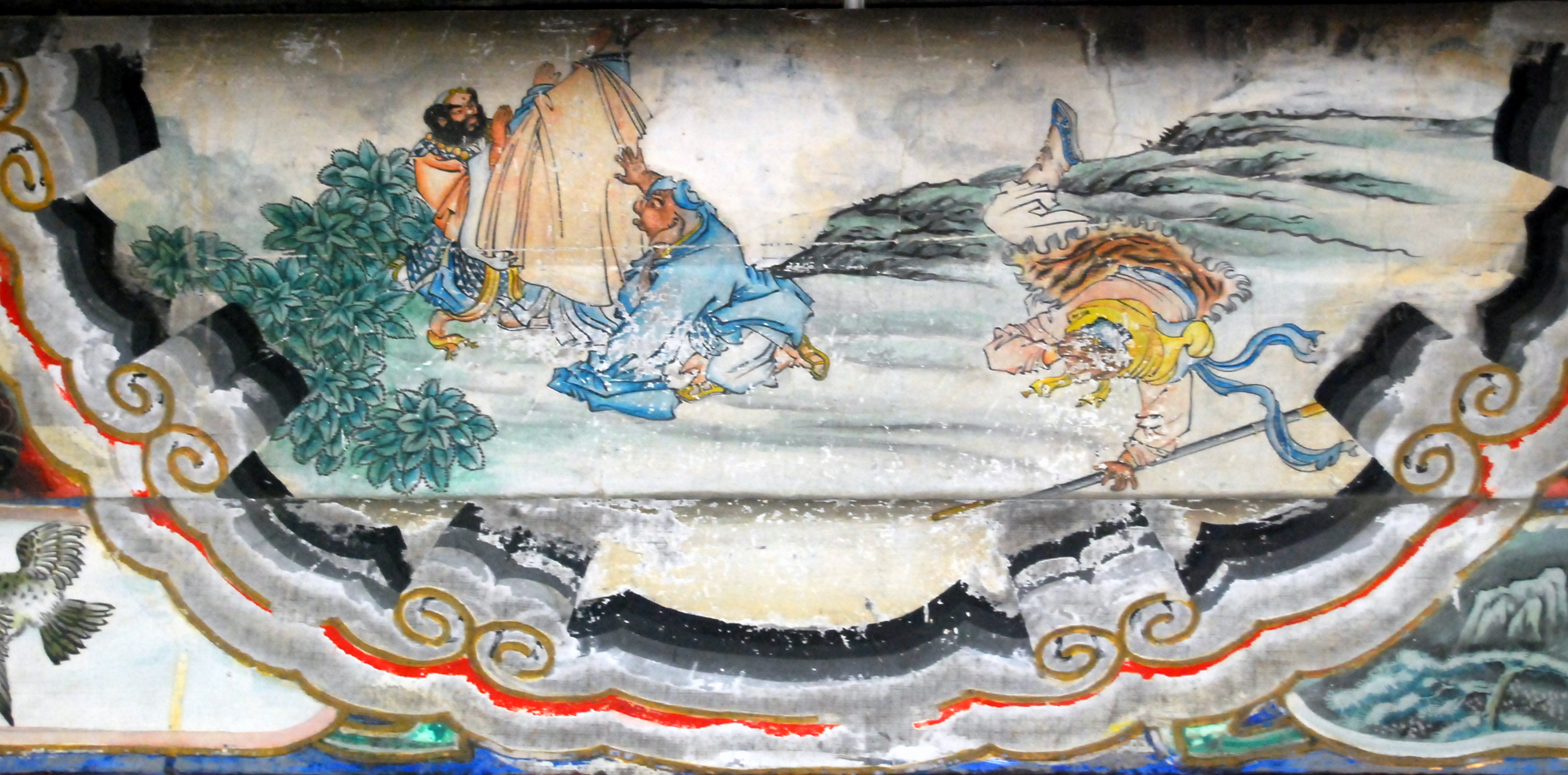
Tranh khắc trên Di Hòa Viên: Đường Tăng niệm khẩn cô nhi chú, Trư Bát Giới và Sa Tăng van xin giùm cho Ngộ Không

Yêu quái thoát chết, lần thứ hai biến thành một bà cụ già đi tìm con:
| “ | Biến thành bà cụ già, Mái tóc bạc như sương. Tập tễnh lê chân bước Chậm chạp tựa loài sên. Mặt quắt tàu lá héo, Người ngợm gầy trơ xương. Gò má nhô nhọn hoắt, Môi trề xuống dị thường. Già nua dáng mệt mỏi, Đầy mặt vết tàn nhang. | ” |

Lần này Tôn Ngộ Không chẳng nói năng gì rút gậy sắt ra đánh chết yêu quái, lại bị Đường Tăng niệm chú nhức đầu. Trong khi đó linh hồn yêu quái đã thoát khỏi thân xác bà cụ.

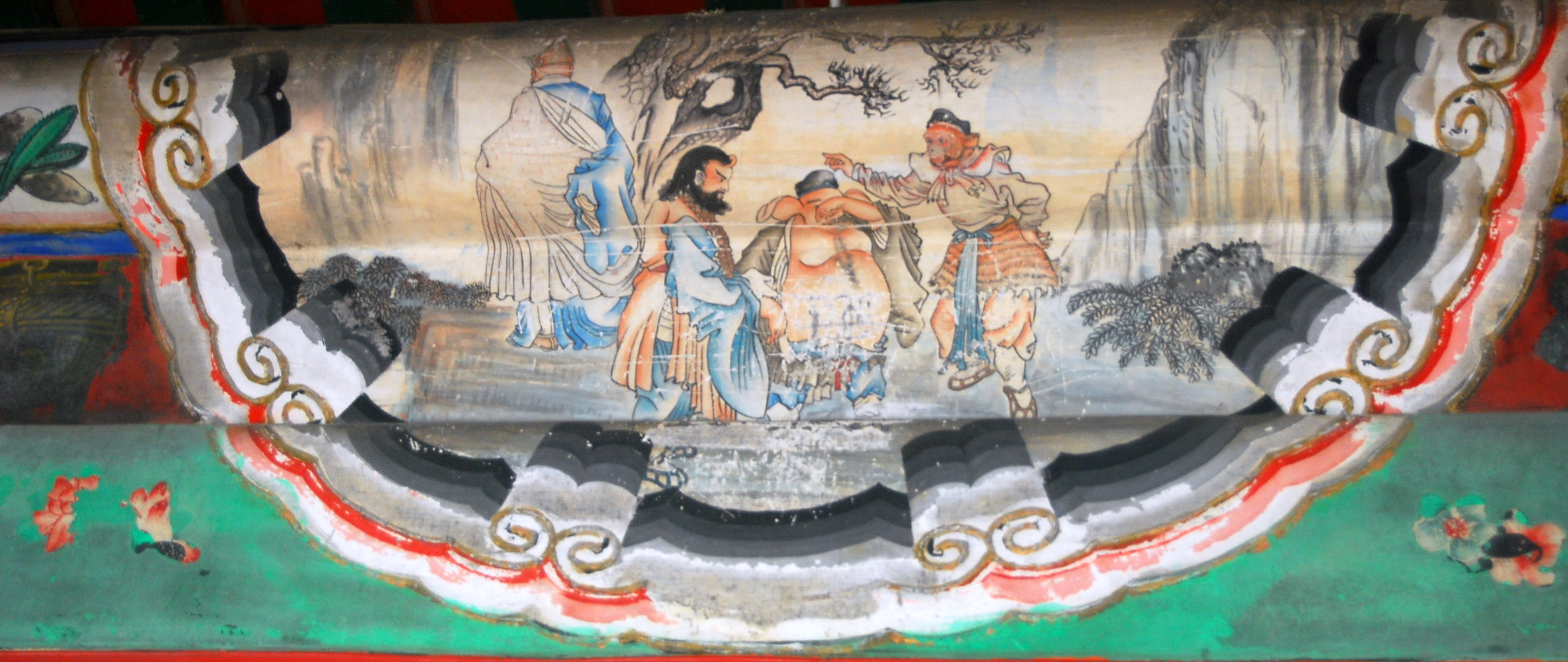
Tranh khắc trên Di Hòa Viên: Đường Tăng đuổi Tôn Ngộ Không đi, Ngộ Không dặn dò hai sư đệ bảo vệ sư phụ

Bạch Cốt Tinh lại dùng phép giải thây thoát chết, lần thứ ba biến thành một ông già đang tụng kinh:
| “ | Tóc bạc như Bành Tổ, Râu dài như Thọ Tinh. Nghễnh ngãng tai rền sấm, Lèm nhèm mắt lóe tinh. Gậy rồng lê từng bước, Áo hạc mặc thùng thình. Tay lần lần tràng hạt. Lẩm nhẩm Nam vô kinh. | ” |

Lần này Tôn Ngộ Không gọi Sơn Thần, Thổ Địa đến rồi vung gậy đánh chết yêu tinh, linh quang bị Sơn Thần Thổ Địa giữ chặt không thoát được nữa.

Tôn Ngộ Không phân trần với Đường Tăng rằng đó là yêu quái, trên bộ xương có khắc bốn chữ: Bạch Cốt phu nhân nghĩa là "bà phu nhân xương trắng" ("phu nhân": từ dùng để chỉ vợ những người có địa vị cao sang trong xã hội). Nhưng Trư Bát Giới ở ngoài gièm pha nên Đường Tăng lại niệm chú rồi viết giấy mực đuổi Ngộ Không về Hoa Quả sơn.

### Truyện tranh
Trong truyện tranh "Tôn Ngộ Không ba lần đánh Bạch Cốt Tinh", nhân vật Bạch Cốt Tinh này lần thứ ba sau khi bị đánh lần thứ ba vẫn không bị chết hẳn (bỏ qua tình tiết nhờ Sơn thần, Thổ địa giữ) mà sau đó đã tổ chức bắt giữ được Đường Tăng, Sa Tăng và Bạch Long Mã, còn Trư Bát Giới chạy thoát đi cầu cứu Tôn Hành Giả.

## Phim ảnh
Phim truyền hình năm 1986, vai diễn do diễn viên Dương Xuân Hà đảm nhiệm.
2002: Dương Cung Như
Trong phim năm 2016, vai Bạch Cốt Tinh được đảm nhiệm bởi Củng Lợi.